# Biblioteche più grandi del mondo
Questa lista è suscettibile di variazioni e potrebbe essere incompleta o non aggiornata.

Ecco la lista delle più grandi biblioteche del mondo per numero di volumi:
1. Biblioteca del Congresso,  Stati Uniti, Washington : 173.000.000 volumi[1]
2. British Library,  Regno Unito, Londra : 170.000.000 volumi[2]
3. New York Public Library,  Stati Uniti, New York : 53.100.000 volumi
4. Biblioteca di stato russa,  Russia, Mosca : 44.400.000 volumi
5. Biblioteca nazionale russa,  Russia, San Pietroburgo : 36.500.000 volumi
6. Biblioteca della Dieta nazionale del Giappone,  Giappone, Tokyo, Kyoto : 35.600.000 volumi
7. Biblioteca Nacional de España,  Spagna, Madrid : 32.600.000 volumi[3]
8. Biblioteca nazionale cinese,  Cina, Pechino : 31.200.000 volumi
9. Biblioteca nazionale di Francia,  Francia, Parigi : 31.000.000 volumi
10. Biblioteca reale,  Danimarca, Copenaghen : 30.200.000 volumi
11. Biblioteca dell'Accademia russa delle scienze,  Russia, San Pietroburgo : 26.500.000 volumi
12. Biblioteca nazionale tedesca,  Germania, Lipsia, Francoforte : 24.700.000 volumi
13. Biblioteca di Stato di Berlino,  Germania, Berlino : 23.400.000 volumi
14. Boston Public Library,  Stati Uniti, Boston : 22.400.000 volumi
15. Library and Archives Canada,  Canada, Ottawa : 20.000.000 volumi
16. New York State Library,  Stati Uniti, Albany : 20.000.000 volumi
17. Biblioteca nazionale svedese,  Svezia, Stoccolma : 18.000.000 volumi
18. Harvard Library,  Stati Uniti, Cambridge : 16.600.000 volumi
19. Biblioteca dell'Accademia russa delle scienze,  Russia, Mosca : 15.000.000 volumi
20. Biblioteca Nazionale Ucraina Vernadsky,  Ucraina, Kiev : 15.000.000 volumi